# Arnebia linearifolia
Arnebia linearifolia är en strävbladig växtart. Arnebia linearifolia ingår i släktet Arnebia och familjen strävbladiga växter.

## Underarter
Arten delas in i följande underarter:
- A. l. desertorum
- A. l. linearifolia